# Underworld: Evolution
Underworld: Evolution är en amerikansk film med premiär i december 2005. I Sverige hade den premiär på bio 2006.
Filmen handlar om vampyren Selene (Kate Beckinsale) och varulvshybriden Michael (Scott Speedman), som försöker ta reda på orsakerna till kriget mellan vampyrerna och lykanerna (varulvarna) genom att avslöja klanernas hemligheter. Hon får också veta sanningar om sin adoptivfar Viktor (Bill Nighy) och orsakerna till hans extrema metoder. 
Filmen är en fortsättning på filmen Underworld från 2003.

## Rollista
| Kate Beckinsale   | – Selene   |
| Scott Speedman    | – Michael  |
| Tony Curran       | – Marcus   |
| Derek Jacobi      | – Corvinus |
| Bill Nighy        | – Viktor   |
| Steven Mackintosh | – Tanis    |
| Shane Brolly      | – Kraven   |
| Brian Steele      | – William  |
| Zita Görög        | – Amelia   |
| Scott McElroy     | – Soren    |
| John Mann         | – Samuel   |
| Michael Sheen     | – Lucian   |
| Sophia Myles      | – Erika    |
| Richard Cetrone   | – Pierce   |
| Mike Mukatis      | – Taylor   |